# Bukaresti főegyházmegye
A bukaresti római katolikus főegyházmegye (latinul: Archidioecesis Bucurestensis) a romániai katolikus egyház Bukaresti érseki tartományának főegyházmegyéje. A Gyulafehérvári főegyházmegye mellett egyike a romániai katolikus egyház két főegyházmegyéjének. Az érseki tartományt a főegyházmegye további négy egyházmegyével közösen alkotja. Ezek: a Nagyváradi, a Szatmári, a Temesvári és a Jászvásári egyházmegye. A főegyházmegye érsek-metropolitája Aurel Percă érsek, segédpüspöke pedig Cornel Damian, Isiriana címzetes püspöke.

## Történelem
A főegyházmegyét XIII. Leó pápa hozta létre 1883. április 27-én, amikor is a Havasalföldi vikariátust Praecipuum munus című apostoli levelével főegyházmegyei rangra emelte. Első vezetője Ignatius Paoli szerzetes lett, aki korábban Nicopole püspöke és Havasalföld apostoli kormányzója volt. Az önálló főegyházmegye létrehozását elszántan szorgalmazta a román kormány (melynek képviseletében Ion Bălăceanu miniszter tárgyalt Bécsben), ugyanakkor számos ellenhatás és tiltakozás is érkezett, mindenekelőtt a román ortodox egyház és egyes sajtóorgánumok részéről. Ellenzői az ortodox államegyházi érdekek csorbulásától féltek a főegyházmegye és az azt magába foglaló érseki tartomány létrehozása kapcsán. Paoli püspök nevéhez kötődik az egyházmegye főszékesegyházának megépíttetése (1875 és 1884 között), az első papi szeminárium létrehozása, továbbá I. Károly román király megkoronázása is. Noha a német királyi ház első uralkodójának megkoronázását még római katolikus egyházi vezetők (is) végezték, utódait már kizárólag ortodox főpapok koronázták, miután az alkotmány rendelkezett a Hohenzollern–Sigmaringen-ház leszármazottainak ortodox szellemű neveltetéséről (és a szigorúan fiú ágon való trónöröklésről).

## Szervezet

### Az egyházmegyében szolgálatot teljesítő püspökök
- Ignatius Paoli, C.P. (1883–1885)
- Paolo Giuseppe Palma (1885–1892)
- Basilius Laureri apostoli kormányzó

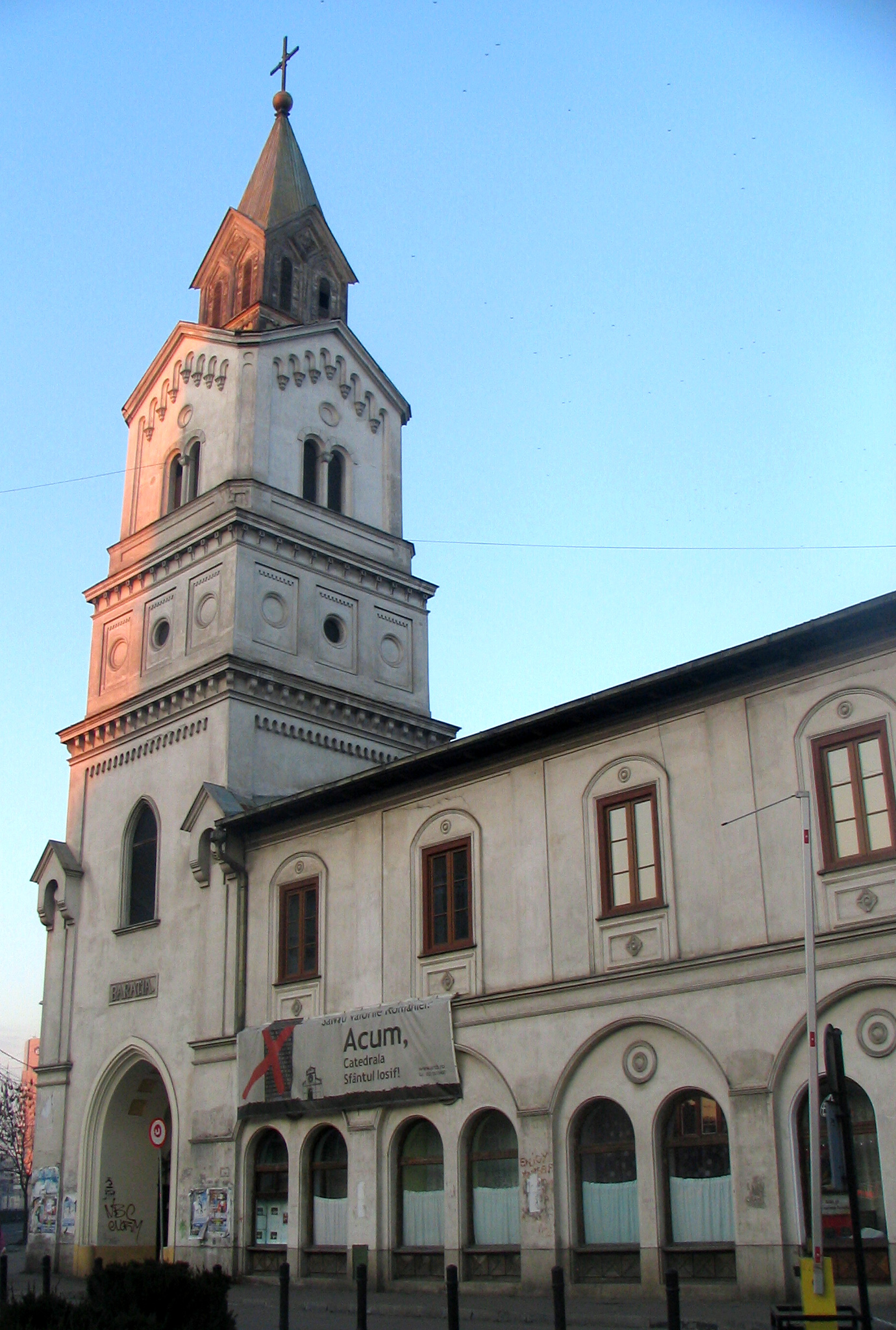
A magyar és német szentmiséknek helyet adó Barátok temploma Bukarestben

- Johannn Joseph Friedrich Otto Zardetti, (1894–1895)
- Dominic Jaquet jászvásári püspök
- Franz Xaver von Hornstein (1896–1905)
- Joseph Baud
- Raymund Netzhammer, O.S.B. (1905–1924)
- Alexandru Theodor Cisar (1924–1954, lemondásáig)
- Anton Durcovici (1949) apostoli kormányzó
- Iosif Schubert püspök
- Stanislau Iovanelli vikárius
- Francisc Augustin (1962–1983) titkos ordinárius
- Ioan Robu (1984–2019) apostoli adminisztrátor, 1990-től érsek-metropolita
  - Cornel Damian (2004–) segédpüspök
- Aurel Percă (2019–)

### Területi beosztás
A bukaresti főegyházmegyét jelenleg hat esperesi kerület alkotja:
1. Konstancai esperesség (Tulcea megye, Konstanca megye)
2. Brăilai esperesség (Brăila megye, Buzău megye, Ialomița megye, Călărași megye)
3. Ploiești-i esperesség[ (Prahova megye, Dâmbovița megye, Argeș megye)
4. Craiovai esperesség (Vâlcea megye, Gorj megye, Mehedinți megye, Dolj megye, Olt megye, Teleorman megye)
5. Észak-Bukaresti esperesség
6. Dél-Bukaresti esperesség

## Tevékenységek

### Hitélet
A bukaresti római katolikus egyházmegye a romániai katolikus egyház latin rítusú (római katolikus) egyházmegyéi közé tartozik, ünnep- és miserendje mindenben a római katolikus egyház általános liturgikus kánonját követi. A misézés nyelve leginkább a román. Bukarestben minden vasárnap és más ünnepnapon 9 órai magyar nyelvű szentmisét tartanak. A magyar szentmisék helyszíne a Barátok temploma. Ugyanehhez a templomhoz tartoznak a főváros német katolikusai is.

## Szomszédos egyházmegyék
- Belgrádi főegyházmegye (nyugat)
- Temesvári egyházmegye (nyugat)
- Gyulafehérvári főegyházmegye (északnyugat)
- Jászvásári egyházmegye (észak)
- Odessza-Szimferopoli egyházmegye (északkelet)
- Nikápolyi egyházmegye (dél)